# Chester Nelsen Sr.
Chester Nelsen (2 de outubro de 1902 — 4 de outubro de 1987) foi um ciclista olímpico estadunidense. Representou sua nação nos Jogos Olímpicos de Verão de 1928.